# Unitarische Kirche (Budapest)

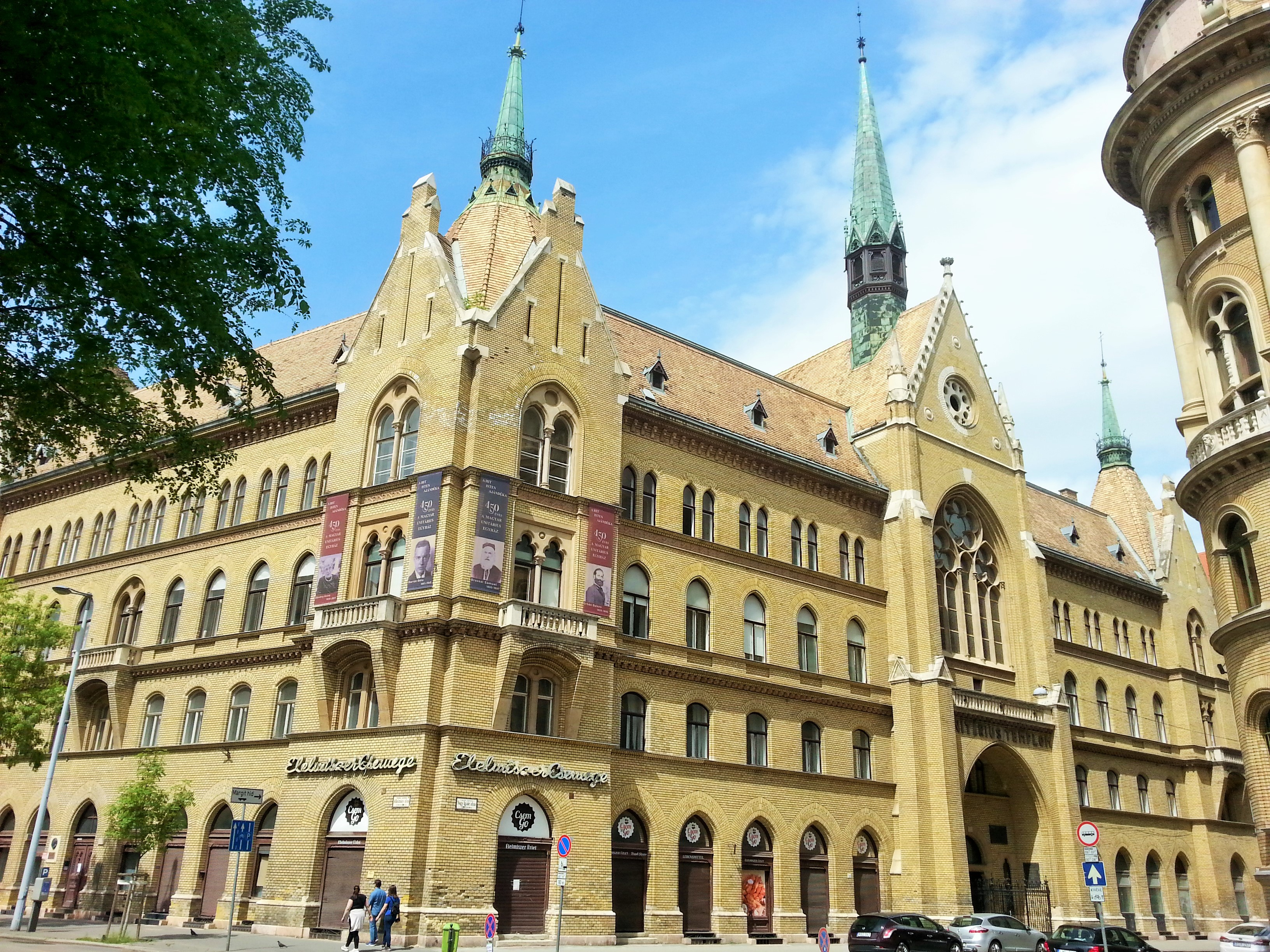
Unitarische Kirche in Budapest

Die Unitarische Kirche in Budapest (ungarisch Budapesti Unitárius templom) befindet sich in der Nagy Ignác utca 2–4 im V. Bezirk. Sie wurde von 1888 bis 1890 nach den Plänen des ungarischen Architekten Samu Petz im neugotischen Stil errichtet. Das Gebäude umfasst neben dem einschiffigen Kirchenraum auch ein Pastorat, eine Bibliothek und die Zentrale der ungarischen Unitarier.
Die ersten Versammlungen der Budapester Unitarier fanden 1869 in der reformierten Kirche statt. Nach Konstituierung einer eigenständigen unitarischen Gemeinde konnte von 1888 bis 1890 im Zentrum Budapests schließlich eine eigene Kirche errichtet werden. Die Einweihung fand am 26. Oktober 1890 statt. Das Gebäude wurde vom Samu Petz im neugotischen Stil entworfen. Es umfasst neben dem einschiffigen Kirchenraum auch Pastorat, Bibliothek und Apartments. Das nicht freistehende Kirchengebäude ist in die umgebende geschlossene Bebauung fest integriert und besteht aus mehreren Etagen. Die Fassade wird von einem spitz zulaufenden Portal mit übergeordnetem Balkon und einem Dachreiter dominiert. Die nach außen gerichtete Glasfront der Kirche ist durch Maßwerk in Form von Kreissegmenten gestaltet. Die Glasdekorationen wurden von dem ungarischen Künstler Róth Miksa gestaltet. Das einschiffige Kirchenschiff im Inneren des Gebäudes wird vor allem von dem zentral angeordneten und aus Eichenholz geschnitzten Altar dominiert. Aus gleichem Material bestehen auch der Abendmahlstisch, das Kirchgestühl und die gegenüberliegende Orgelempore. Die jetzige Orgel wurde erst 1995 eingebaut. Der Altar ist von drei hoch zulaufenden Spitzbogenfenstern umgeben. Das Kreuzrippengewölbe, mit dem der Chorraum versehen ist, unterstreicht den gotischen Charakter der Kirche. An den Seiten befinden sich wandständige Pfeiler.

## Galerie

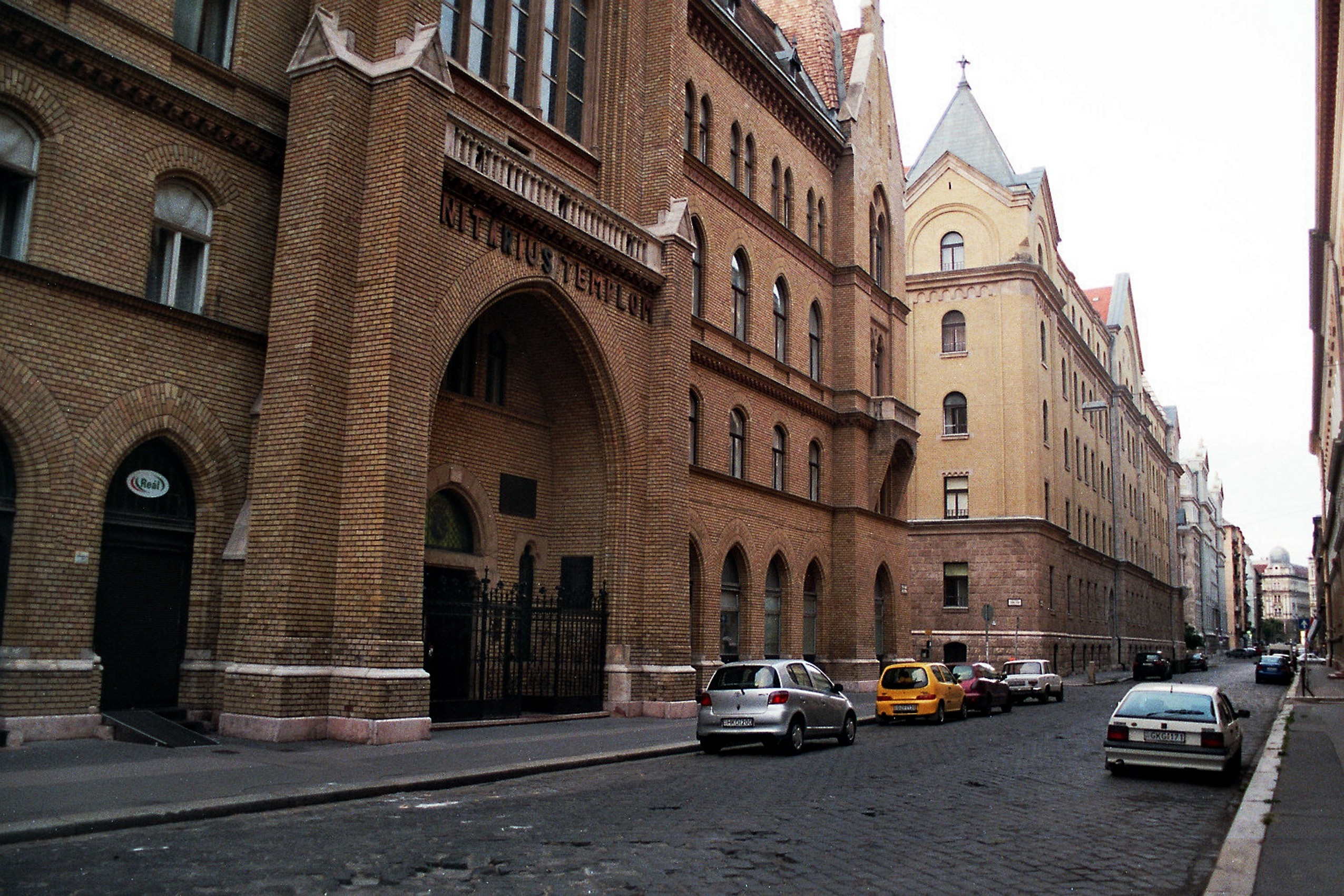
Hauptportal der Kirche
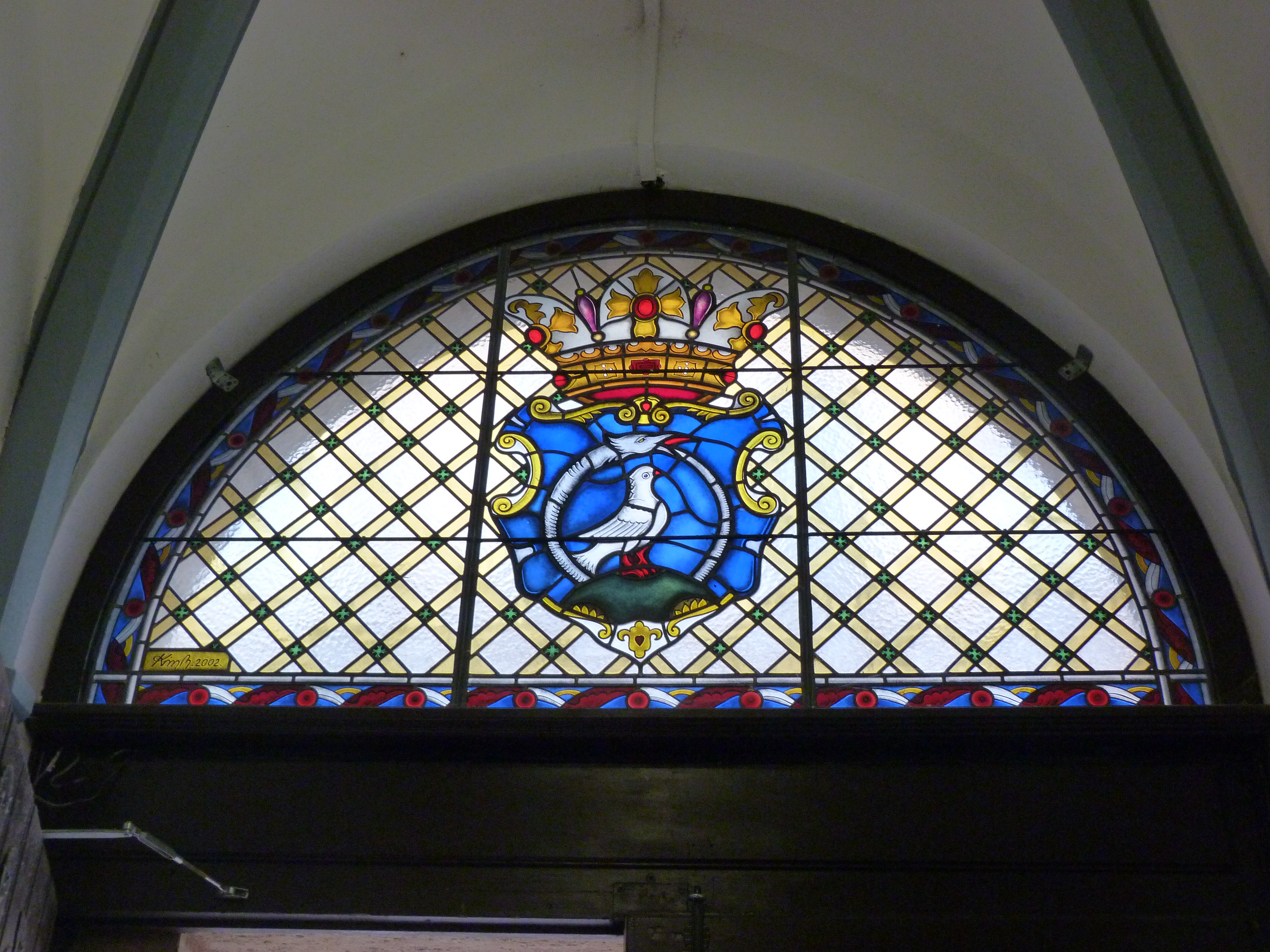
Kirchenfenster mit dem seit dem 16. Jh. verwendeten Symbol der ungarisch-siebenbürgischen Unitarierer (ein um eine weiße Taube geschlungener Ouroboros (Selbstverzehrer) unter Bezug auf Matt. 10,16)
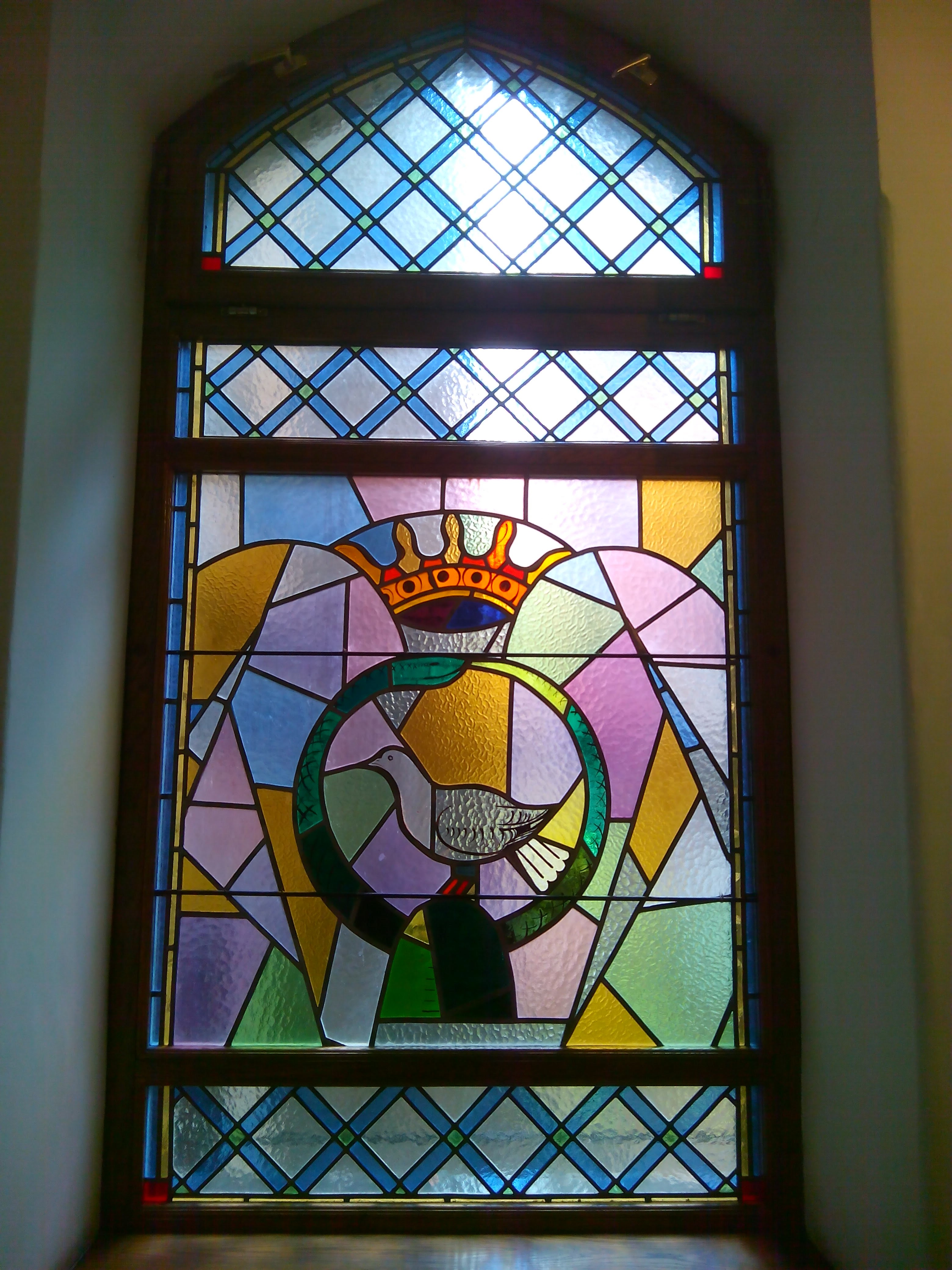
Kirchenfenster mit gleichem Motiv
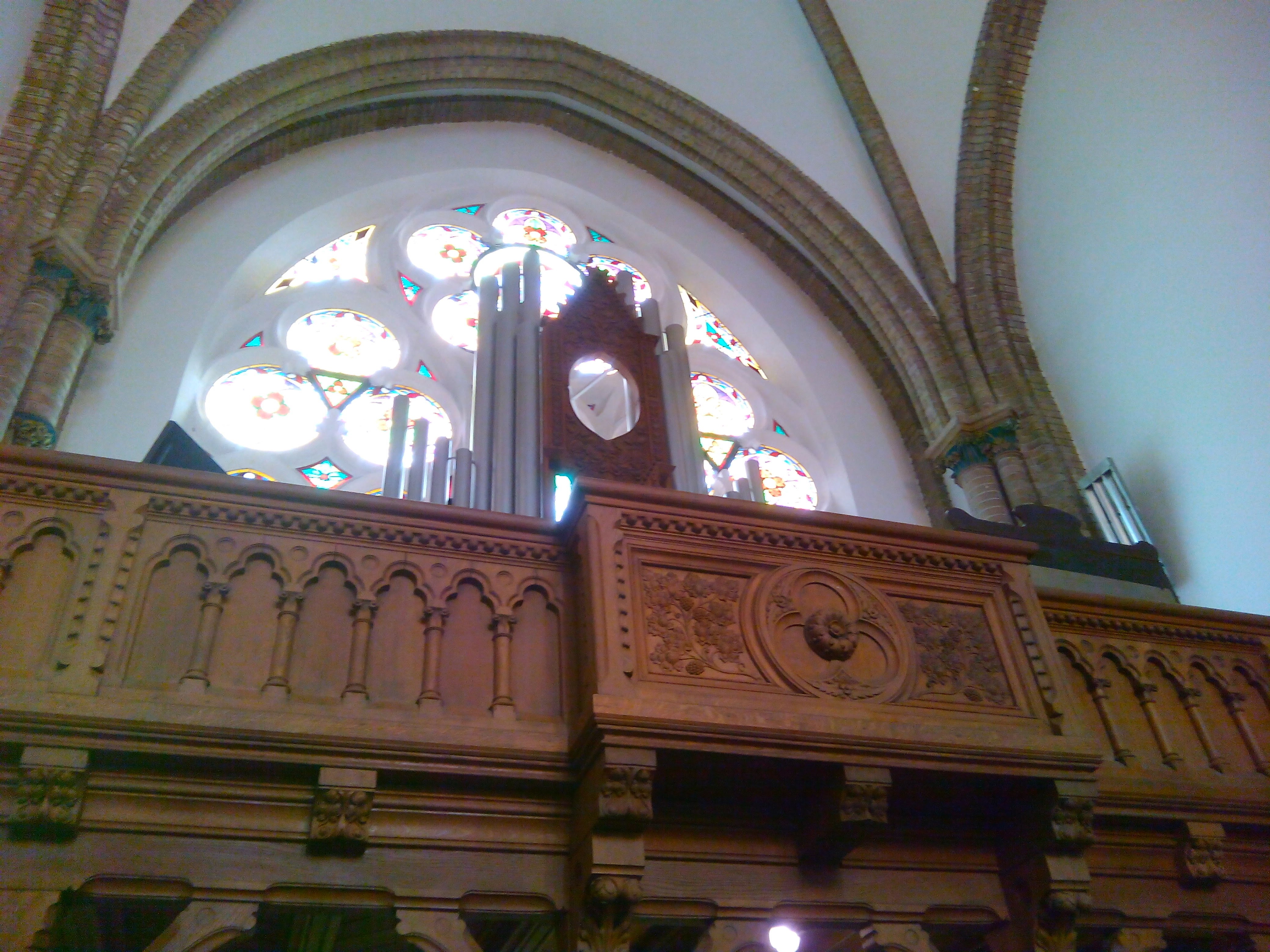
Orgelempore
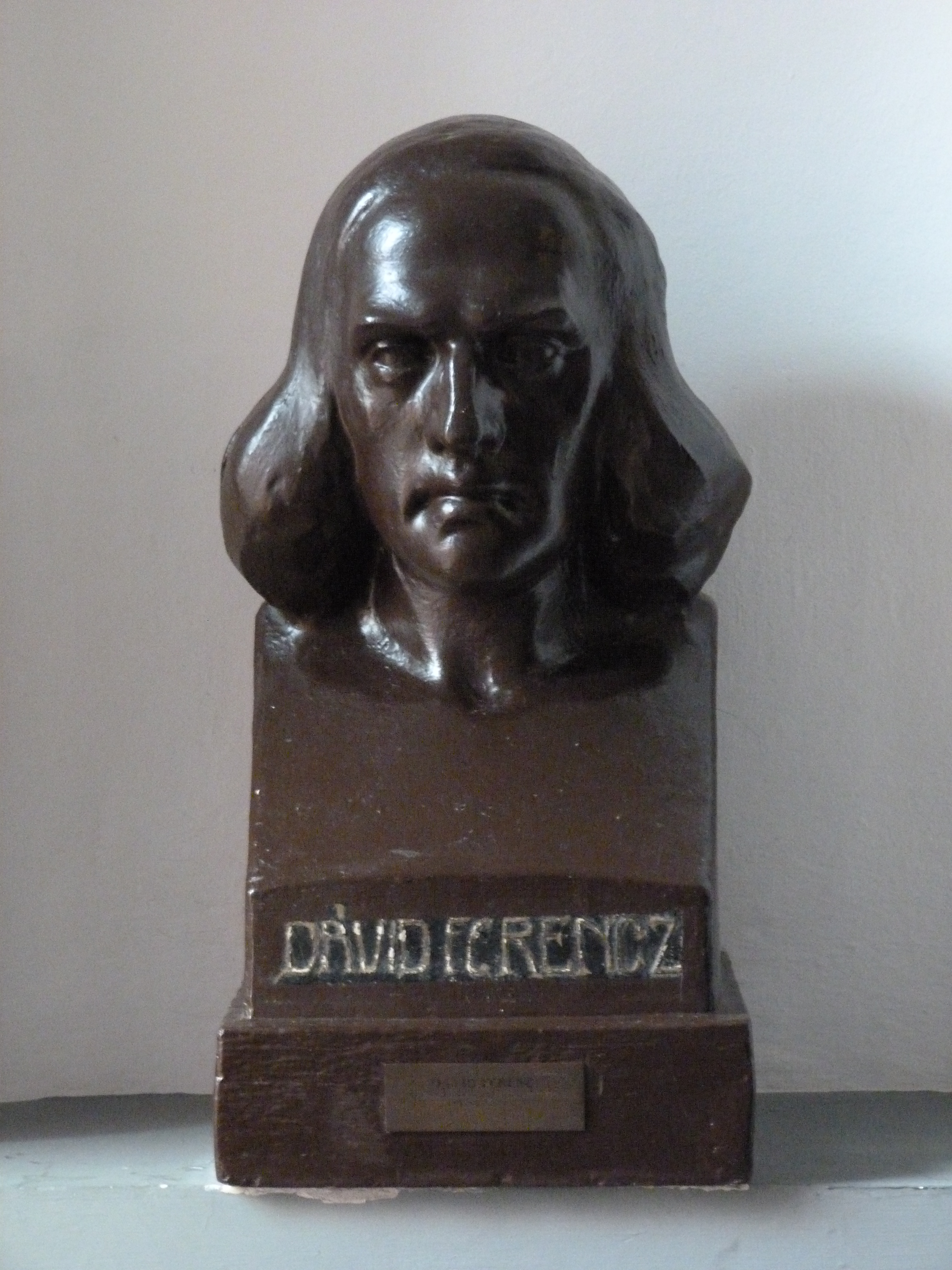
Statue von Franz David